# 波長

波長の概念

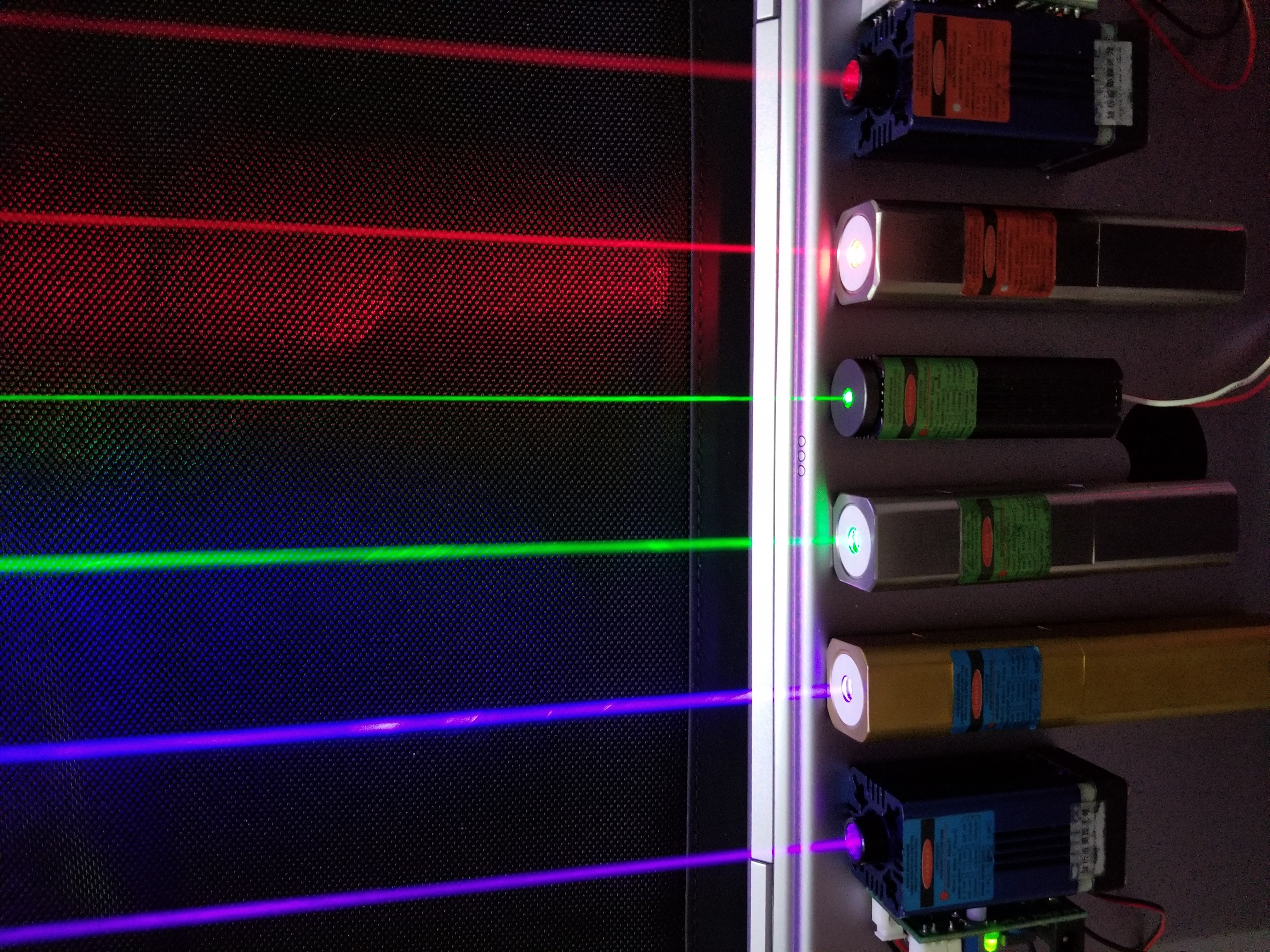
異なる波長のレーザー。可視光の波長の違いは、色の違いとして視認することができる。

波長（はちょう、独: Wellenlänge、英: wavelength）は、波（波動）の周期的な長さのこと。周波数と密接な関係があり、周波数と波長は反比例する。

## 概要
波として位置 {\displaystyle x} と時間 {\displaystyle t} で表される正弦波 {\displaystyle u(x,t)} を考える。
振幅を {\displaystyle A}、波数を {\displaystyle k}、位相速度を {\displaystyle v}、時刻 0 における位相差を {\displaystyle \phi } とすると、
{\displaystyle u(x,t)=A\sin\{k(x-vt)+\phi \}}
である。
ある時刻 {\displaystyle t} において、{\displaystyle x} の関数としてみると、{\displaystyle kx} が {\displaystyle 2\pi } の整数倍毎に同じ値をとる。したがって、この関係から
{\displaystyle \lambda ={\frac {2\pi }{k}}}
で表し、{\displaystyle \lambda } を波長と呼ぶ。
位置 {\displaystyle x} を固定し、時間 {\displaystyle t} の関数としてみると、{\displaystyle kvt} が {\displaystyle 2\pi } の整数倍毎に同じ値をとる。これは波の周期 {\displaystyle T}と等しいので、
{\displaystyle T={\frac {2\pi }{kv}}}
である。周波数 {\displaystyle f={\frac {1}{T}}}、角周波数 {\displaystyle \omega =2\pi f} の関係から、波長 {\displaystyle \lambda }には、
{\displaystyle \lambda ={2\pi  \over k}={2\pi v \over \omega }={v \over f}}
の関係がある。 

## 電波の波長
電波の伝播する速度（位相速度）は約30万km/s（=約300Mm/s） のため、前記より、周波数 f [MHz] に対する波長 λ [m] は、次のようにして求められる。
{\displaystyle \lambda \ ={300\ \mathrm {Mm/s}  \over f}}
これより、周波数50MHzの電波の波長は
{\displaystyle {300\ \mathrm {Mm/s}  \over 50\ \mathrm {MHz} }=6\ \mathrm {m} }
となる。
外国では、短波帯の放送バンドやアマチュア無線の周波数帯を、周波数ではなく波長で表示することも多い。